# 阿爾莫拉 (伊利諾伊州)
阿爾莫拉（英語：Almora）是位於美國伊利諾伊州凱恩縣的一個非建制地區。該地的面積和人口皆未知。

## 地理
阿爾莫拉的座標為42°03′39″N 88°20′10″W / 42.06083°N 88.33611°W，而該地的平均海拔高度為263米（即863英尺）。